# Сборная Испании по мини-футболу
Национальная сборная Испании по мини-футболу представляет Испанию на международных соревнованиях по мини-футболу. Дважды, в 2000 и 2004 годах, выигрывала Чемпионат мира по мини-футболу, а в Чемпионатах Европы по мини-футболу имеет семь побед из десяти возможных. Большинство этих успехов связаны с именем Хавьера Лосано, возглавлявшего испанцев на протяжении 15 лет — с 1992 по 2007 год.

## Турнирные достижения

### Чемпионат мира по мини-футболу
- 1989 — 1-й раунд
- 1992 — 3-е место
- 1996 — 2-е место
- 2000 — Чемпион
- 2004 — Чемпион
- 2008 — 2-е место
- 2012 — 2-е место
- 2016 — 1/4 финала
- 2021 — 1/4 финала
- 2024 — 1/8 финала

### Чемпионат Европы по мини-футболу
- 1996 — Чемпион
- 1999 — 2-е место
- 2001 — Чемпион
- 2003 — 3-е место
- 2005 — Чемпион
- 2007 — Чемпион
- 2010 — Чемпион
- 2012 — Чемпион
- 2014 — 3-е место
- 2016 — Чемпион
- 2018 — 2-е место
- 2022 — 3-е место

## Состав
Состав на Чемпионат Европы по мини-футболу 2016
| №  | Игрок             | Клуб (на момент ЧЕ) |
| -- | ----------------- | ------------------- |
| 1  | Пако Седано (вр)  | Барселона           |
| 12 | Хуанхо (вр)       | Бенфика             |
| 13 | Хесус Эрреро (вр) | Интер Мовистар      |
| 2  | Карлос Ортис      | Интер Мовистар      |
| 3  | Хосе Руис         | Эль-Посо            |
| 4  | Марио Ривильос    | Интер Мовистар      |
| 5  | Бебе              | Эль-Посо            |
| 6  | Рафа Уси́н         | Барселона           |
| 7  | Пола              | Интер Мовистар      |
| 8  | Лин               | Барселона           |
| 9  | Алекс             | Эль-Посо            |
| 10 | Андресито         | Рибера Наварра      |
| 11 | Мигелин           | Эль-Посо            |
| 12 | Рауль Кампос      | Эль-Посо            |